# Purple Rain (韓國樂團)
Purple Rain（韓語：퍼플레인）是一個韓國五人搖滾樂隊，成員包括蔡甫熏、梁智完、金河鎮、李羅宇和鄭光現。於2019年韓國電視台JTBC所推出的節目《Super Band》中所組成，最終獲得節目第三名。同年10月24日與JTBC Studio簽訂專屬合約。2020年10月19日JTBC Studio宣布，Purple Rain合約於14日到期，除李羅宇與JTBC Studio簽訂專屬合約外，其餘四人將回歸原公司。

Purple Rain蘊含「紅色的強烈、藍色的優雅，將強烈的搖滾樂與優雅的古典樂混合，像雨一般滋潤，將想像中的刺激與感性結合」之寓意。

## 成員資料
| 本名   | 本名   | 出生日期 出生地            | 團內擔當   |
| 漢字   | 諺文   | 出生日期 出生地            | 團內擔當   |
| 蔡甫熏 | 채보훈 | 1992年8月23日 · 大邱廣域市 | 主唱、吉他 |
| 梁智完 | 양지완 | 1993年2月6日 · 京畿道      | 吉他       |
| 金河鎮 | 김하진 | 1993年3月29日 · 首爾特別市 | 貝斯       |
| 李羅宇 | 이나우 | 1993年3月31日 · 首爾特別市 | 鋼琴       |
| 鄭光現 | 정광현 | 1997年3月21日 · 釜山廣域市 | 鼓         |

## 音樂作品

### 正規專輯
| 專輯 # | 專輯資料                                                                                               | 曲目 |
| 1st    | 首張正規專輯《WANDERER FANTASY》 - 發行日期：2020年8月26日 - 企劃公司：JTBC Studio - 發行公司：Dreamus | 曲目 1. Behind the Curtain 2. The King Must Die 3. Waking Up 4. Light on 5. Miracle 6. 잊지말아요（不要忘記） 7. 5월 21일 오전 11시 반 (skit)（5月21日上午11點半） 8. New World 9. Letter 10. Lover 11. Sehnsucht（渴望） |

### 迷你專輯
| 專輯 # | 專輯資料                                                                                                   | 曲目 |
| 1st    | 首張迷你專輯《作品號碼 1號 (Op.01)》 - 發行日期：2020年6月23日 - 企劃公司：JTBC Studio - 發行公司：Dreamus | 曲目 1. Behind the Curtain 2. The King Must Die 3. Waking Up 4. 잊지말아요（不要忘記） 5. 5월 21일 오전 11시 반 (skit)（5月21日上午11點半） 6. New World 7. Sehnsucht（渴望） |

### 單曲
| 發行日期      | 歌曲資料              | 曲目                                                   |
| 2020年2月28日 | 《The King Must Die》 | 曲目 1. The King Must Die 2. The King Must Die (Inst.) |
| 2020年8月13日 | 《Letter》            | 曲目 1. Letter                                         |

### OST
| 發行日期      | 劇名             | 歌曲名稱 |
| 2019年11月8日 | JTBC《我的國家》 | 《Bird》 |

### 其他作品
| 發行日期      | 歌曲名稱                 | 收錄專輯                                                  | 備註                       |
| 2019年6月29日 | 《Dream On》             | 《JTBC Super Band Episode 12》                            | 原唱：Aerosmith            |
| 2019年7月6日  | 《Never Enough》         | 《JTBC Super Band Episode 13》                            | 原唱：Loren Allred         |
| 2019年7月16日 | 《Old And Wise》         | 《JTBC Super Band Episode 14》                            | 原唱：Alan Parsons Project |
| 2020年3月28日 | 《像雨一樣，像音樂一樣》 | 《不朽的名曲－傳說在歌唱（春夏秋冬＆光與鹽 篇）》         | 原唱：金賢植與春夏秋冬     |
| 2020年4月18日 | 《是藝術啊》             | 《不朽的名曲－傳說在歌唱（90年代生歌手 特輯）》           | 原唱：PSY                  |
| 2020年5月2日  | 《子玉啊》               | 《不朽的名曲－傳說在歌唱（朴尚哲＆朴玄彬 篇）》           | 原唱：朴尚哲               |
| 2020年6月13日 | 《朋友呦》               | 《不朽的名曲－傳說在歌唱（6.15南北共同宣言20週年 特輯）》 | 原唱：趙容弼               |
| 2020年7月4日  | 《永遠和你在一起》       | 《不朽的名曲－傳說在歌唱（2020上半期決算 特集1部）》      | 原唱：李文世               |

## 影視作品

### 綜藝節目
| 日期                   | 電視台 | 節目                       | 參與成員                       | 備註           |
| 2019年4月12日－7月12日 | JTBC   | 《Super Band》             | 全員                           | 第三名         |
| 2020年3月28日          | KBS2   | 《不朽的名曲：傳說在歌唱》 | 全員                           | 最終優勝       |
| 2020年4月18日          | KBS2   | 《不朽的名曲：傳說在歌唱》 | 全員                           | 最終優勝       |
| 2020年5月2日           | KBS2   | 《不朽的名曲：傳說在歌唱》 | 全員                           |                |
| 2020年6月13日          | KBS2   | 《不朽的名曲：傳說在歌唱》 | 全員                           |                |
| 2020年7月4日、11日     | KBS2   | 《不朽的名曲：傳說在歌唱》 | 全員                           | 上半期王中王戰 |
| 2020年7月19日、26日    | JTBC   | 《Begin Again Korea》      | 李羅宇                         |                |
| 2020年10月16日         | JTBC   | 《Hidden Singer 6》        | 梁智完、金河鎮、李羅宇、鄭光現 |                |

### 電台廣播
| 日期          | 電台          | 節目                       |
| 2020年1月27日 | MBC FM4U      | Good Morning FM 我是張聖圭 |
| 2020年3月4日  | KBS CoolFM    | 姜漢娜的提高音量           |
| 2020年3月10日 | MBC FM4U      | 金信英的正午希望曲         |
| 2020年3月11日 | MBC 標準FM    | Idol Radio                 |
| 2020年3月12日 | MBC FM4U      | 朴經的夢想電台             |
| 2020年3月18日 | Arirang Radio | Super K-Pop                |
| 2020年8月31日 | Naver NOW.    | 6點 5分鐘前                |
| 2020年9月3日  | MBC FM4U      | 下午的發現 我是李智慧      |

## 外部連結
| 官方 - Purple Rain的Facebook專頁 - Purple Rain的Instagram帳戶 - Purple Rain的X（前Twitter） - Purple Rain（页面存档备份，存于）的V LIVE頻道 - JTBC Studio的Instagram帳戶 - JTBC Studio（页面存档备份，存于）的NAVER頻道 - YouTube上的JTBC Studio · | 個人 - 蔡甫勳的Instagram帳戶 - 梁智完的Instagram帳戶 - 李羅宇的Instagram帳戶 - 鄭光現的Instagram帳戶 |

## 備註
1. ↑  Super Band第12集中提到。
2. ↑  從小移居德國柏林生活，至12歲回韓國。